# Jake Dennis
Jake Dennis (ur. 16 czerwca 1995) – brytyjski kierowca wyścigowy.

## Życiorys

### InterSteps Championship
Franzoni rozpoczął karierę w jednomiejscowych samochodach wyścigowych w 2011 roku w InterSteps Championship. Już w pierwszym swoim wyścigu, na torze Silverstone Circuit Dennis odniósł zwycięstwo. Poza tym triumfował jeszcze w siedmiu wyścigach. Na podium nie stawał tylko cztery razy, lecz za każdym razem zdobywał punkty. Ta świetna postawa przyniosła mu 539 punktów, co przerodziło się w tytuł mistrzowski w debiutanckim sezonie.

### Formuła Renault
W 2011 roku Dennis zaliczył 6 wyścigów w Finale Brytyjskiej Formuły Renault. Zdobył tam 38 punktów i ukończył sezon na 19 lokacie. W 2012 roku Brytyjczyk startował już w znanych seriach, tj. w Europejskim Pucharze Formuły Renault 2.0 oraz Północnoeuropejskim Pucharze Formuły Renault 2.0. W obu tych seriach podpisał kontrakt z brytyjską ekipą Fortec Motorsport. Gdy w europejskiej serii zdobył tylko jedno podium, w północnoeuropejskiej edycji wywalczył tytuł mistrzowski. Stało się tak dzięki trzem zwycięstwom: na Hockenheimringu, Motorsport Arena Oschersleben i TT Circuit Assen oraz 11 podiom. Na kolejny sezon przedłużył kontrakt z Fortec Motorsport. Zarówno w edycji europejskiej, jak i północnoeuropejskiej stawał raz na podium. Z tym, że były to odpowiednio drugie i pierwsze miejsca. Z dorobkiem odpowiednio 130 i 42 punktów został sklasyfikowany odpowiednio na czwartej i 31 pozycji w klasyfikacji generalnej.

### Formuła 3
Na sezon 2014 Brytyjczyk podpisał kontrakt z brytyjską ekipą Carlin na starty w Europejskiej Formule 3. Wystartował łącznie w 33 wyścigach, w ciągu których trzykrotnie stawał na podium. Uzbierał łącznie 174 punktów. Wystarczyło to na dziewiąte miejsce w końcowej klasyfikacji kierowców. W klasyfikacji debiutantów stanął na najniższym stopniu podium.
W 2015 roku przeniósł się do mistrzowskiej stajni Prema Powerteam. Dennis należał do czołówki serii, jednak przez większą część sezonu pozostawał w cieniu swojego zespołowego partnera, Szweda Felixa Rosenqvista, a także Włocha Antonia Giovinazziego i Monakijczyka Charles’a Leclerca. Dzięki mocniejszej końcówce od tego ostatniego Anglik odrobił do niego straty i ostatecznie wywalczył 3. lokatę w punktacji różnicą 13,5 punktu. W trakcie sezonu szesnastokrotnie stawał na podium, w tym sześciokrotnie na jego najwyższym stopniu. Poza tym sześć razy startował z pole position (trzy wywalczył na ulicznym torze we francuskim Pau) oraz czterokrotnie uzyskiwał najszybsze okrążenie wyścigu. Wystartował również w prestiżowym wyścigu Grand Prix Makau. Do mety dojechał dziewiąty.
W ostatni weekend października wystartował w rundzie Mistrzostw Formuły 2000 MRF Challenge składającej się z czterech wyścigów, na torze Yas Marina. Brytyjczyk dwukrotnie stanął na podium, zajmując odpowiednio drugie i trzecie miejsce. W drugim wyścigu uzyskał najszybsze okrążenie wyścigu.

### Seria GP3
W sezonie 2016 nawiązał współpracę z rodzimą ekipą Arden, startującą w serii GP3. Wraz z przebiegiem sezonu Brytyjczyk notował ciągłą progresję wyników wraz ze swoim partnerem Jackiem Aitkenem. Pierwsze podium odnotował na węgierskim torze Hungaroring, na którym zajął trzecią lokatę. Kolejny raz w pierwszej trójce znalazł się w sobotniej rywalizacji na Spa-Francorchamps, po świetnym finiszu. Tydzień później wygrał na Monzy. Kolejny triumf przypadł mu w udziale na torze Sepang International Circuit. W finałowej rundzie sezonu zajął drugie miejsce w sobotę, dzięki czemu miał matematyczne szanse na podium klasyfikacji generalnej. Czwarta lokata w ostatnim wyścigu nie pozwoliła mu jednak na wyprzedzenie Włocha Antonio Fuoco, jednak dzięki najszybszemu okrążeniu pokonał różnicą zaledwie jednego punktu Aitkena.

### Formuła E
Od sezonu 2020/2021 reprezentuje ekipę BMW i Andretti Autosport. W sezonie 2022/2023 został mistrzem świata Formuły E.

## Wyniki

### GP3
| Legenda oznaczeń w tabelach wyników Wyświetl szablon na nowej stronie | Legenda oznaczeń w tabelach wyników Wyświetl szablon na nowej stronie                                                                     |
| Oznaczenie                                                            | Wyjaśnienie |
| --------------------------------------------------------------------- | --- |
| Złoty                                                                 | Zwycięzca lub mistrzostwo |
| Srebrny                                                               | 2. miejsce lub wicemistrzostwo |
| Brązowy                                                               | 3. miejsce lub II wicemistrzostwo |
| Zielony                                                               | Ukończył, punktował (w klasyfikacji generalnej, gdy zdobył co najmniej jeden punkt na przestrzeni sezonu, poza trzema powyższymi opcjami) |
| Niebieski                                                             | Ukończył, nie punktował (w klasyfikacji generalnej, gdy nie zdobył co najmniej jednego punktu na przestrzeni sezonu)                      |
| Czerwony                                                              | Nie zakwalifikował się (NZ) |
| Czerwony                                                              | Nie prekwalifikował się (NPK) |
| Różowy                                                                | Nie ukończył (NU) |
| Różowy                                                                | Niesklasyfikowany (NS) (w klasyfikacji generalnej, gdy nie został sklasyfikowany w żadnym wyścigu sezonu)                                 |
| Czarny                                                                | Zdyskwalifikowany (DK) |
| Czarny                                                                | Wykluczony (WYK/EX) |
| Biały                                                                 | Nie wystartował (NW) |
| Biały                                                                 | Kontuzjowany (K/INJ) |
| Biały                                                                 | Wyścig odwołany (OD/C) |
| Bez koloru                                                            | Został wycofany (WYC/WD) |
| Bez koloru                                                            | Nie przybył (NP/DNA) |
| Bez koloru                                                            | Nie brał udziału w treningach (NT/DNP) |
| Bez koloru                                                            | Nie został zgłoszony (–) |
| Pogrubienie                                                           | Start z pole position |
| Kursywa                                                               | Najszybsze okrążenie wyścigu |
| †                                                                     | Nie ukończył, ale jego rezultat został zaliczony ze względu na przejechanie więcej niż 90% dystansu wyścigu.                              |
| *                                                                     | Sezon w trakcie |
| 1/2/3                                                                 | Punktowana pozycja w sprincie kwalifikacyjnym                                                                                             |
| Lista systemów punktacji Formuły 1                                    | |

| Rok  | Zespół              | Wyniki w poszczególnych eliminacjach | Wyniki w poszczególnych eliminacjach | Wyniki w poszczególnych eliminacjach | Wyniki w poszczególnych eliminacjach | Wyniki w poszczególnych eliminacjach | Wyniki w poszczególnych eliminacjach | Wyniki w poszczególnych eliminacjach | Wyniki w poszczególnych eliminacjach | Wyniki w poszczególnych eliminacjach | Wyniki w poszczególnych eliminacjach | Wyniki w poszczególnych eliminacjach | Wyniki w poszczególnych eliminacjach | Wyniki w poszczególnych eliminacjach | Wyniki w poszczególnych eliminacjach | Wyniki w poszczególnych eliminacjach | Wyniki w poszczególnych eliminacjach | Wyniki w poszczególnych eliminacjach | Wyniki w poszczególnych eliminacjach | Punkty | Pozycja |
| ---- | ------------------- | ------------------------------------ | ------------------------------------ | ------------------------------------ | ------------------------------------ | ------------------------------------ | ------------------------------------ | ------------------------------------ | ------------------------------------ | ------------------------------------ | ------------------------------------ | ------------------------------------ | ------------------------------------ | ------------------------------------ | ------------------------------------ | ------------------------------------ | ------------------------------------ | ------------------------------------ | ------------------------------------ | ------ | ------- |
| 2016 | Arden International | ESP                                  | ESP                                  | AUT                                  | AUT                                  | GBR                                  | GBR                                  | HUN                                  | HUN                                  | GER                                  | GER                                  | BEL                                  | BEL                                  | ITA                                  | ITA                                  | MAL                                  | MAL                                  | ARE                                  | ARE                                  | 149    | 4       |
| 2016 | Arden International | 7                                    | 4                                    | NU                                   | NU                                   | 12                                   | 9                                    | 3                                    | 7                                    | 12                                   | 6                                    | 2                                    | 5                                    | 1                                    | 4                                    | 6                                    | 1                                    | 2                                    | 4                                    | 149    | 4       |

### Podsumowanie
| Sezon     | Seria                                         | Zespół              | Wyścigi | Zwycięstwa | PP | NO | Podium | Punkty | Pozycja |
| --------- | --------------------------------------------- | ------------------- | ------- | ---------- | -- | -- | ------ | ------ | ------- |
| 2011      | InterSteps Championship                       | Fortec Motorsports  | 20      | 8          | 7  | 5  | 16     | 539    | 1       |
| 2011      | Finał Brytyjskiej Formuły Renault             | Fortec Motorsports  | 6       | 0          | 0  | 0  | 0      | 38     | 19      |
| 2012      | Północnoeuropejski Puchar Formuły Renault 2.0 | Fortec Motorsports  | 19      | 3          | 2  | 3  | 11     | 376    | 1       |
| 2012      | Europejski Puchar Formuły Renault 2.0         | Fortec Motorsports  | 4       | 0          | 0  | 0  | 1      | 31     | 12      |
| 2013      | Europejski Puchar Formuły Renault 2.0         | Fortec Motorsports  | 14      | 0          | 1  | 1  | 1      | 130    | 4       |
| 2013      | Północnoeuropejski Puchar Formuły Renault 2.0 | Fortec Motorsports  | 4       | 1          | 0  | 0  | 1      | 42     | 31      |
| 2014      | Europejska Formuła 3                          | Carlin              | 33      | 0          | 0  | 0  | 3      | 174    | 9       |
| 2015      | Europejska Formuła 3                          | Prema Powerteam     | 33      | 6          | 6  | 5  | 16     | 377    | 3       |
| 2015      | Grand Prix Makau                              | Prema Powerteam     | 1       | 0          | 0  | 0  | 0      | N/A    | 9       |
| 2015/2016 | MRF Challenge – Formula 2000                  |                     | 4       | 0          | 0  | 1  | 2      | 53     | 9       |
| 2016      | Seria GP3                                     | Arden International | 18      | 2          | 0  | 1  | 5      | 149    | 4       |
| 2016      | World Endurance Championship – LMP2           | G-Drive Racing      | 1       | 0          | 0  | 0  | 0      | 8      | 28      |